# ボルツマン脳

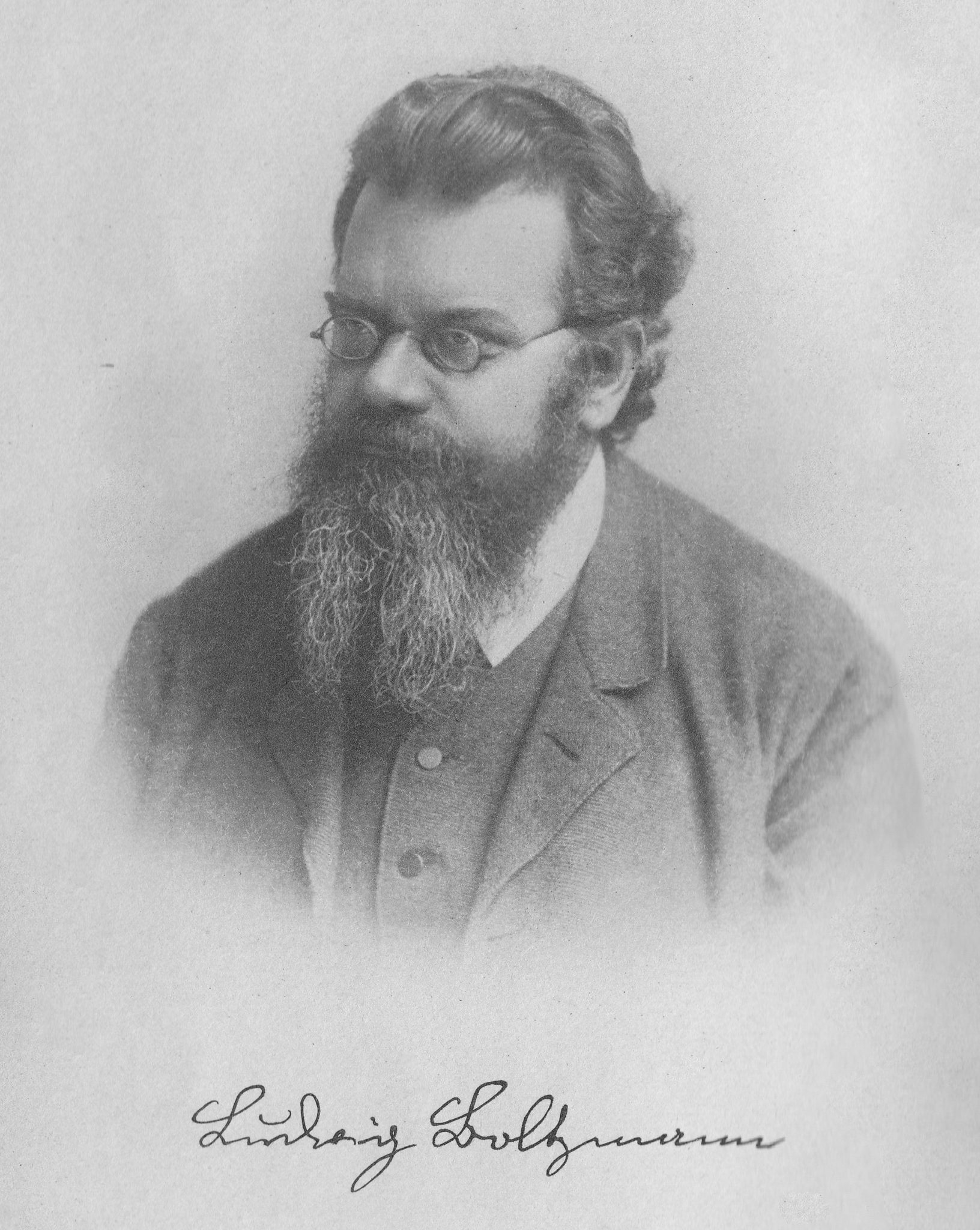
ボルツマン脳の名前の由来となったルートヴィヒ・ボルツマン

ボルツマン脳（ボルツマンのう、英: Boltzmann brain）は、現代科学が想定しているような宇宙が生まれるよりも、単一の脳が自発的かつ簡潔に（私たちの宇宙に存在したという誤った記憶を持った状態で）真空から生じた可能性の方が高いという主張である。宇宙の低エントロピー状態に対するルートヴィッヒ・ボルツマンの初期の説明に対する「帰謬法」として初めて提案された。
この物理学的思考実験において、ボルツマン脳は完全な形の脳であり、 熱力学的平衡状態からの非常にまれなランダムな揺らぎのために発生し、私たちの宇宙での人間としての生活の完全な記憶を備えている。理論的には数千億年の期間を経て、たまたま真空中の原子が自然に集まり、人間の脳（あるいは未知の知的生命体の脳）が組み立てられる可能性がある。そのような状況におかれた脳は、生命維持に必要な要件を満たさないため、ほとんどすぐに機能を停止し、崩壊し始める。
この着想は、オーストリアの物理学者ルートヴィッヒ・ボルツマン（1844年-1906年）にちなんで命名された。彼は1896年に、熱力学の新しい分野が予想するほどには私たちの宇宙が混沌としていない理由を説明するための理論を発表した。彼はいくつかの説明を提案したが、その1つに、完全にランダムな（または熱平衡である）宇宙でさえ、自発的により秩序化された（または低エントロピーな）状態に移行する可能性があるというものがあった。この「ボルツマン宇宙」仮説に対する批判の1つが、最も一般的な熱揺らぎが可能な限り全体的に平衡に近いことである。したがって、理に適う基準によると、実際の宇宙に実際の人間が存在する可能性は、空っぽの宇宙に単独で「ボルツマン脳」が存在する可能性よりもはるかに低いことになる。
ボルツマン脳は、2002年ごろに新たな関心を得るようになった。宇宙論の学者たちが、未来の宇宙では、現在の宇宙に存在するような人間の脳よりも、ボルツマン脳の方が圧倒的に多く存在すると考え始めたのである。このことは、統計的に考えて、私たち自身がボルツマン脳である可能性が高いことを示唆している。このような帰謬法的主張は、時として宇宙の特定の理論に反論するために使用される。多元宇宙についてのより最近の理論に当てはめられる際は、ボルツマン脳の議論は未解決の宇宙論における測定問題の一部である。

## ボルツマン宇宙
1896年、数学者エルンスト・ツェルメロは、 熱力学の第二法則が統計的というよりも絶対的であるという理論を発展させた。ツェルメロはポアンカレの回帰定理が閉システムにおける統計的エントロピーが最終的に周期関数でなければならないことを指摘することで彼の理論を強化した。したがって、エントロピーを増加させることが常に観察される第2の法則は、統計的ではない。ツェルメロの議論に対抗するために、オーストリアの物理学者ルートヴィッヒ・ボルツマンは2つの理論を発展させた。現在は正しいと考えられている最初の理論は、宇宙が何らかの未知の理由により低エントロピー状態で始まったというものである。1895年にボルツマンの助手イグナス・シュッツが考案した、1896年に発表された2番目の代替理論は、「ボルツマン宇宙」シナリオである。このシナリオでは、宇宙は熱的死の状態で寿命の大部分を費やす。しかし、非常に長い年月を経て、最終的に非常にまれな熱揺らぎが発生し、原子が相互に跳ね返り、観測可能な宇宙全体のような下部構造を生成する。宇宙のほとんどには特徴がないが、そのような部分には知的生命体が存在しないので、私たちが観測することはできないとボルツマンは主張している。ボルツマンにとって、この宇宙にしか知的生命体は存在しないので、ボルツマン宇宙の内部を観測しているのは私たちしかいないということは特筆すべきことではなかった（これは現代科学における人間原理の最初の用例かもしれない）。
1931年、天文学者アーサー・エディントンは、大きな揺らぎは小さな揺らぎよりも桁違いに低い確率でしか発生しないため、ボルツマン宇宙の観測者は小さな揺らぎの観測者によって圧倒的に多くなると指摘した。物理学者のリチャード・ファインマンは、1964年に発行された『ファインマン物理学』で同様の反論を展開した。2004年までに、物理学者はエディントンの観測をその論理的結論に発展させた。従って、永遠に続く熱揺らぎの中で最も多くの観測者は、特徴のない宇宙に現れる最小限の「ボルツマン脳」ということになる。

## 生成
十分な時間が与えられると、可能な構造はすべてランダムな揺らぎによって形成されうる。ボルツマン様式の思考実験は、おそらく自意識のある観察者である人間の脳のような構造に焦点を当てている。ボルツマン脳（または惑星、または宇宙）を構成するものに対する任意の基準を考えると、基準を最低限満たすような小さな構造は、大きな構造よりも広範的かつ指数関数的に出現する可能性が高くなる。大雑把に例えるならば、「スクラブル」のコマが入った箱を振った際に、英単語が出現する可能性が、英語の文または段落全体が形成される可能性よりも高いということである。ボルツマン脳の形成に必要な平均的時間スケールは、宇宙の現在の年齢よりもはるかに長い。現代の物理学では、ボルツマン脳は、量子ゆらぎ、または一般に核形成を伴う熱ゆらぎによって形成される。

### 量子ゆらぎを介して
ある計算によると、ボルツマン脳は、真空の量子揺らぎとして{\displaystyle 10^{10^{50}}}年の間隔で出現する可能性がある。この揺らぎは、真のミンコフスキー真空 （真空エネルギーのない平坦な時空真空）でも発生する可能性がある。量子力学は、最小限のエネルギーを真空から「借りる」小さな揺らぎを強く支持する。通常、量子ボルツマン脳は、真空から突然（相当量の仮想反物質を伴って）出現し、単一の一貫した思考または観察を行うのに十分な長さの時間存在し続け、その後、出現したときと同様に忽然と真空に消滅する。このような脳は完全に自己完結型であり、無限にエネルギーを放射することはできない。

### 核生成を介して
現在の証拠は、観測可能な宇宙はミンコフスキー空間ではなく、正の宇宙定数を持つド・ジッター宇宙であることを示唆している。ド・ジッター真空（ミンコフスキー真空ではない）では、ボルツマン脳は、ド・ジッター空間の境界宇宙線から放出されるホーキング放射から偶然に徐々に組み立てられる非仮想粒子の核形成を介して形成できる。核形成が起こるまでに必要な平均時間の推定の一つは{\displaystyle 10^{10^{69}}}年である。典型的な核生成ボルツマン脳は、その活動が終了すると、真空に存在する他の物体がたどる運命と同様に、絶対零度まで冷却され、最終的に完全に崩壊する。量子ゆらぎの場合とは異なり、ボルツマン脳は無限にエネルギーを放射する。核形成において、揺らぎを「ボルツマン脳」とラベル付けするための任意の基準が与えられている場合、最も一般的な揺らぎは可能な限り全体として熱平衡に近い。
理論的には、ボルツマン脳も、わずかな確率ではあるが、物質が支配する初期宇宙のどの時点でも形成される可能性がある。

## 現代のボルツマン脳の問題
多くの宇宙学者は、人間のような経験を持つボルツマンの脳の数が通常の人間の脳の数を圧倒的に上回ると理論が予測するのであれば、その理論は拒否されるか嫌われるべきだと考えている。量子ゆらぎによって生成された脳、そしておそらくド・ジッター真空における核生成によって生成された脳でさえ、観測者とはみなされないと主張する者もいる。量子ゆらぎは、単純な基準（無限大での環境との相互作用の欠如など）でより簡単にターゲットにできるため、核生成脳よりも簡単に除外される。
一部の宇宙学者は、 ホログラフィック弦理論の量子真空における自由度のさらなる解明がボルツマン脳の問題を解決できると考えている。

### 単一宇宙シナリオ
宇宙定数を持つ単一のド・ジッター宇宙では、そして任意の有限の空間スライスからすると、「通常の」観測者の数は有限であり、宇宙の熱的死によって制限される。宇宙が永遠に続くならば、核生成ボルツマン脳の数は、ほとんどのモデルで無限である。アラン・グースなどの宇宙学者は、これが「私たちが普通の脳である可能性は限りなく低い」と思わせるのではないかと心配している。1つの注意点は、宇宙が200億年未満でミンコフスキーまたはビッグクランチに結合した反ド・ジッター空間に局所的に崩壊する偽の真空である場合、無限のボルツマン核生成が回避されることである（平均局所偽真空崩壊率が200億年を超える場合、局所真空崩壊が崩壊の将来の光円錐内の宇宙の部分を破壊するよりも速く宇宙が膨張するため、ボルツマン脳の核形成は無限である）。その時間枠内で宇宙を破壊するための仮説的機構は、超重グラビティーノ（重力微子）から「ヒッグスによる死」を引き起こす観測よりも重いトップクォークまでの範囲で提案された。
宇宙定数が存在せず、現在観測されている真空エネルギーが最終的に完全に消散する真正性に由来する場合、無限ボルツマン核形成も回避される。

### 永遠のインフレーション
ボルツマン脳問題の解決策の1つの分類は、宇宙論における測定問題への様々なアプローチをとる。無限多元宇宙論では、ボルツマン脳に対する通常の観測者の比率は、無限の制限がどのように取られるかに依存する。ボルツマン脳のかなりの部分を避けるための手段が選択されるかもしれない。単一宇宙の場合とは異なり、永遠のインフレーションにおける一般解を見つける際の1つの課題は、考えられるすべての弦理論の展望を考慮する必要があることである。いくつかの尺度では、ボルツマン脳が蔓延している宇宙のごく一部でも、全体としての多元宇宙の尺度がボルツマン脳に支配されている。
宇宙論における測定の問題は、異常な初期の観測者に対する正常な観測者の比率にも取り組んでいる。極端な「若さ」問題に苦しむ固有時測定などの測定では、典型的な観測者は、非常に熱い初期の宇宙のまれなゆらぎによって形成される「ボルツマンの赤ちゃん」である。